# Моншау
Моншау (нем. Monschau) — город в Германии, в земле Северный Рейн-Вестфалия.
Подчинён административному округу Кёльн. Входит в состав района Ахен. Население составляет 12443 человека (на 31 декабря 2010 года). Занимает площадь 94,620312003 км². Официальный код — 05 3 54 020.
Город подразделяется на 7 городских районов.
Город расположен в горах Айфель, на реке Рур.

## История
Первые упоминания о находящемся над городом замке Моншау относятся к 1198 году. С 1433 года замок использовался как резиденция герцогов Юлиха. В последующие века город не раз менял свою принадлежность, в частности, в 1795 году регион был захвачен французами, которые назвали город Монжуа (Montjoie) и сделали его центром кантона, входившего в департамент Рур. Впрочем, уже в 1815 году город стал частью королевства Пруссия.

## Достопримечательности
Исторический центр Моншау не пострадал в ходе Второй мировой войны. Почти не изменившиеся за 300 лет узкие улочки и фахверковые дома города привлекают многочисленных туристов. Помимо этого, интерес представляют остатки замка Моншау, возвышающиеся над городом.
Моншау известен своими народными промыслами: производством керамики, стеклоделием, вышивкой. Исторически город был знаменит своим суконным производством, однако сейчас эта отрасль исчезла.

## Известные уроженцы
- Шейблер, Иоганн (1777―1838) — немецкий изобретатель.

## Города-побратимы
- Бур-Сент-Андеоль (Франция, с 1975)

## Фотографии

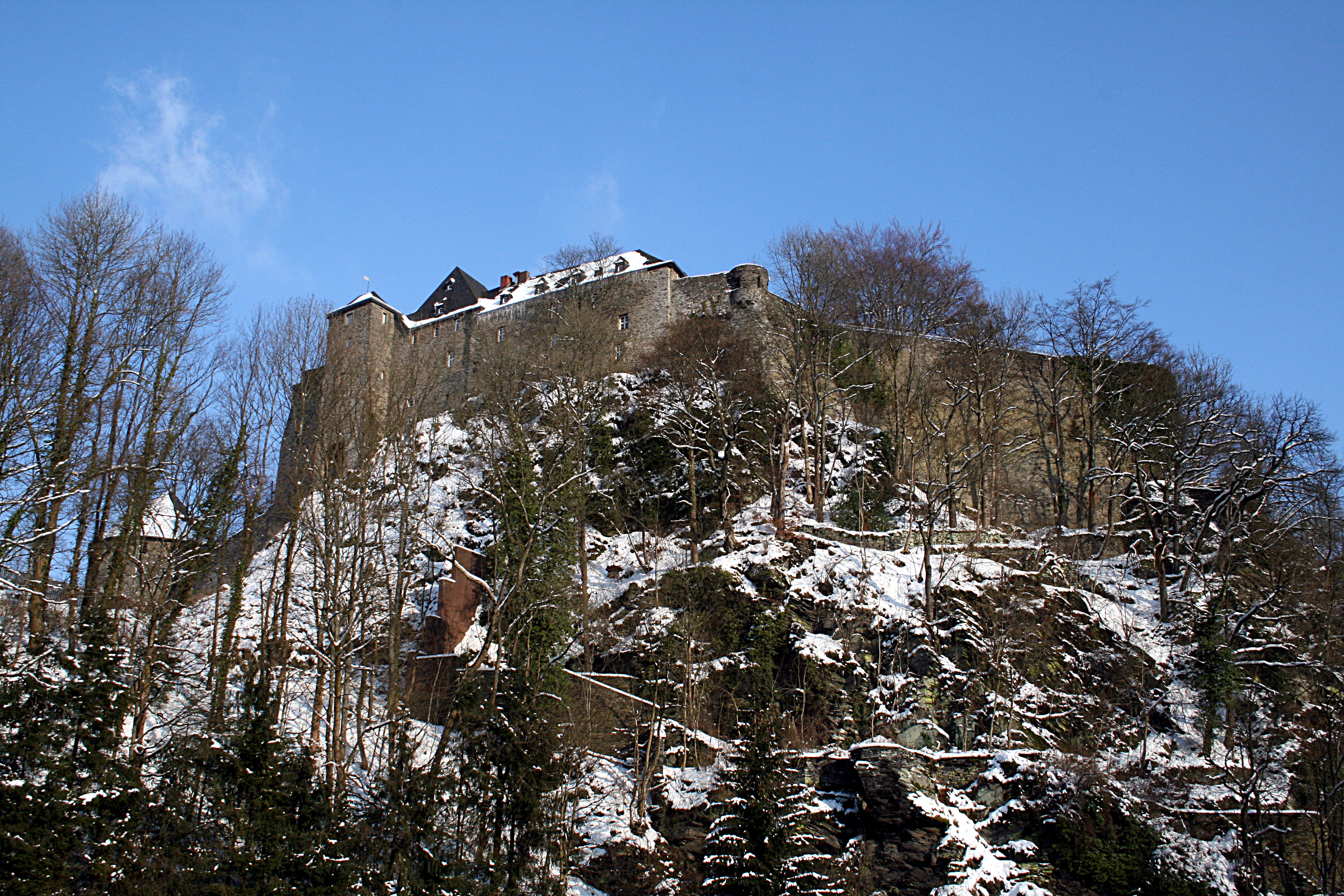
Замок герцогов Юлих
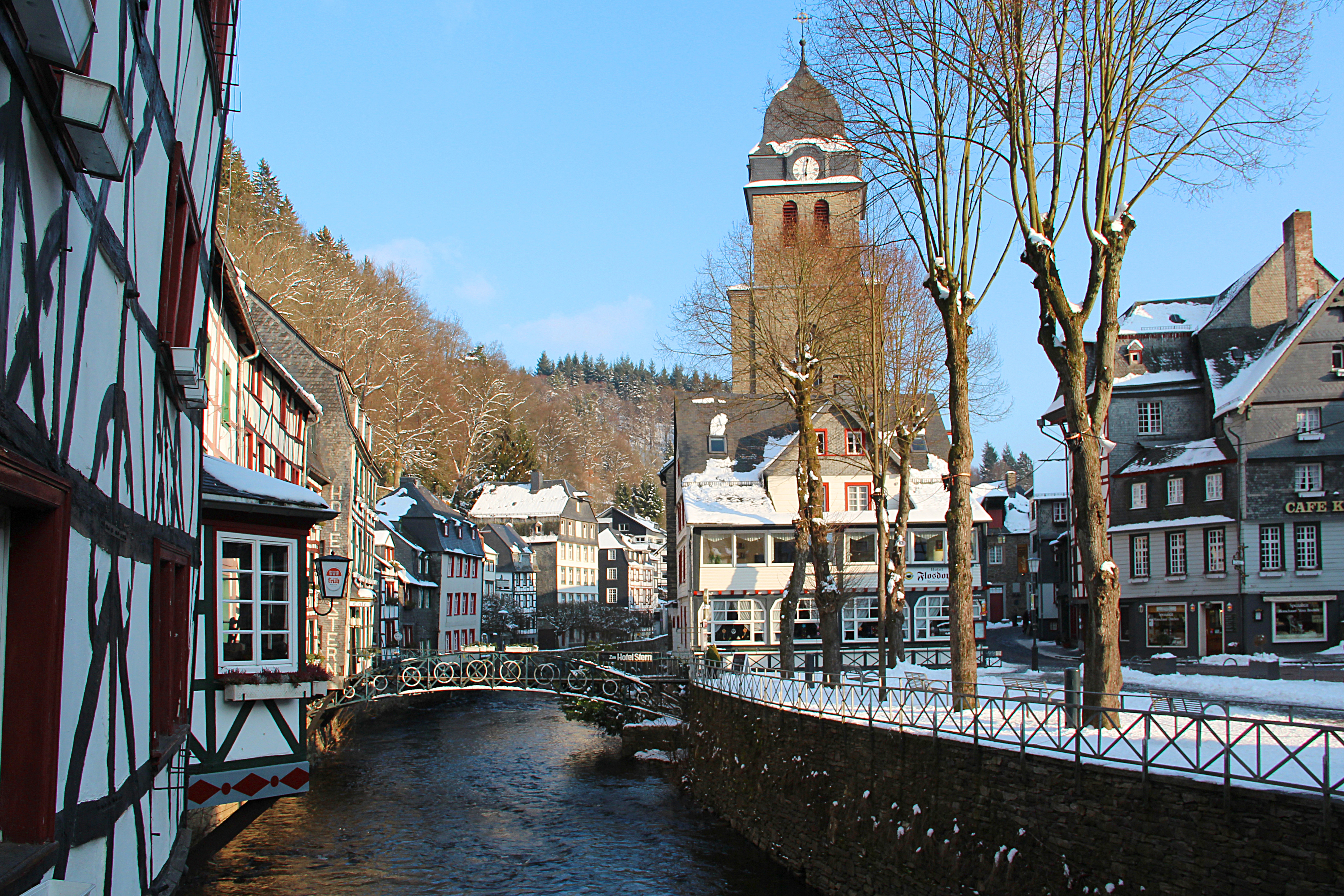
Исторический центр города
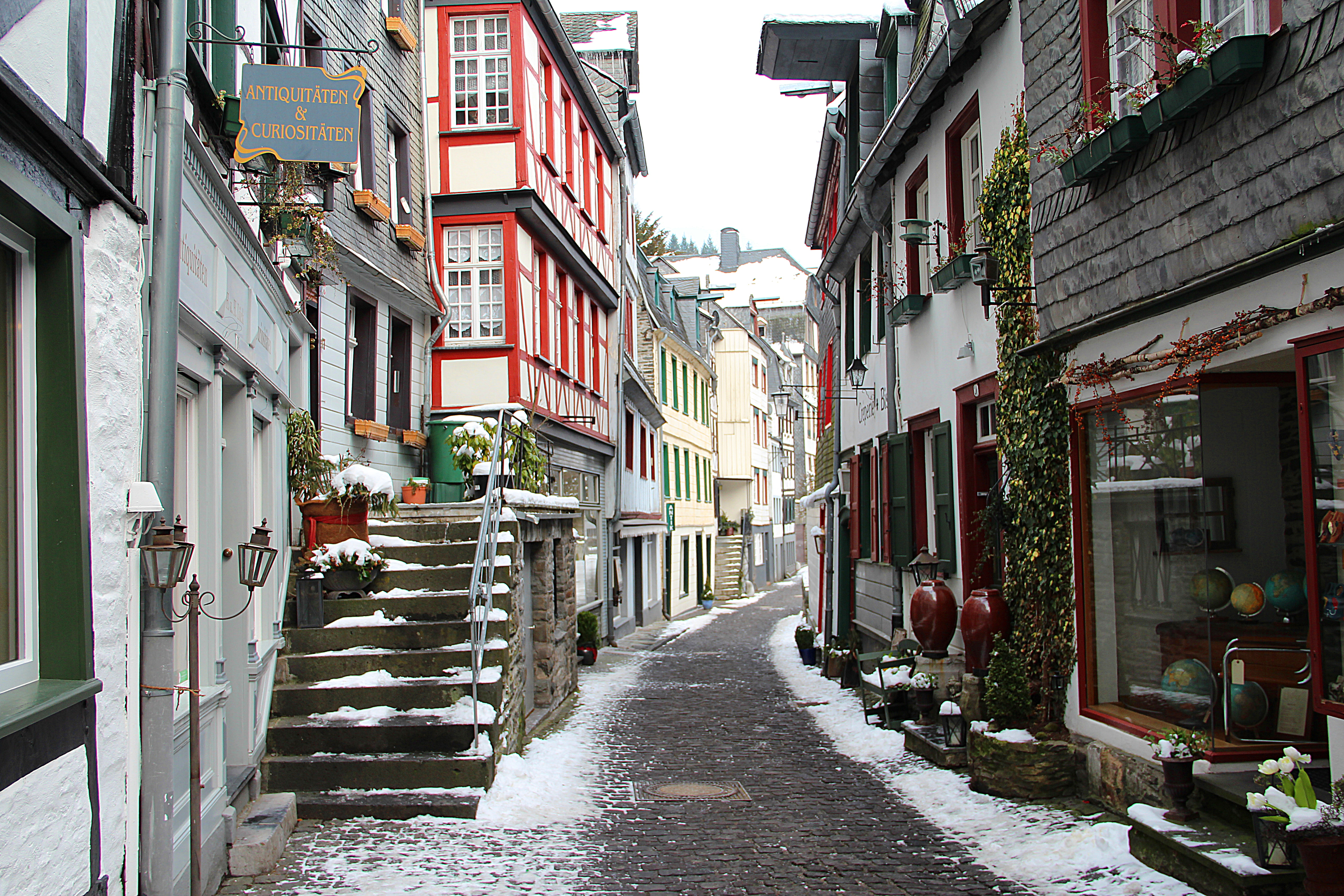
Улица Eschbachstraße
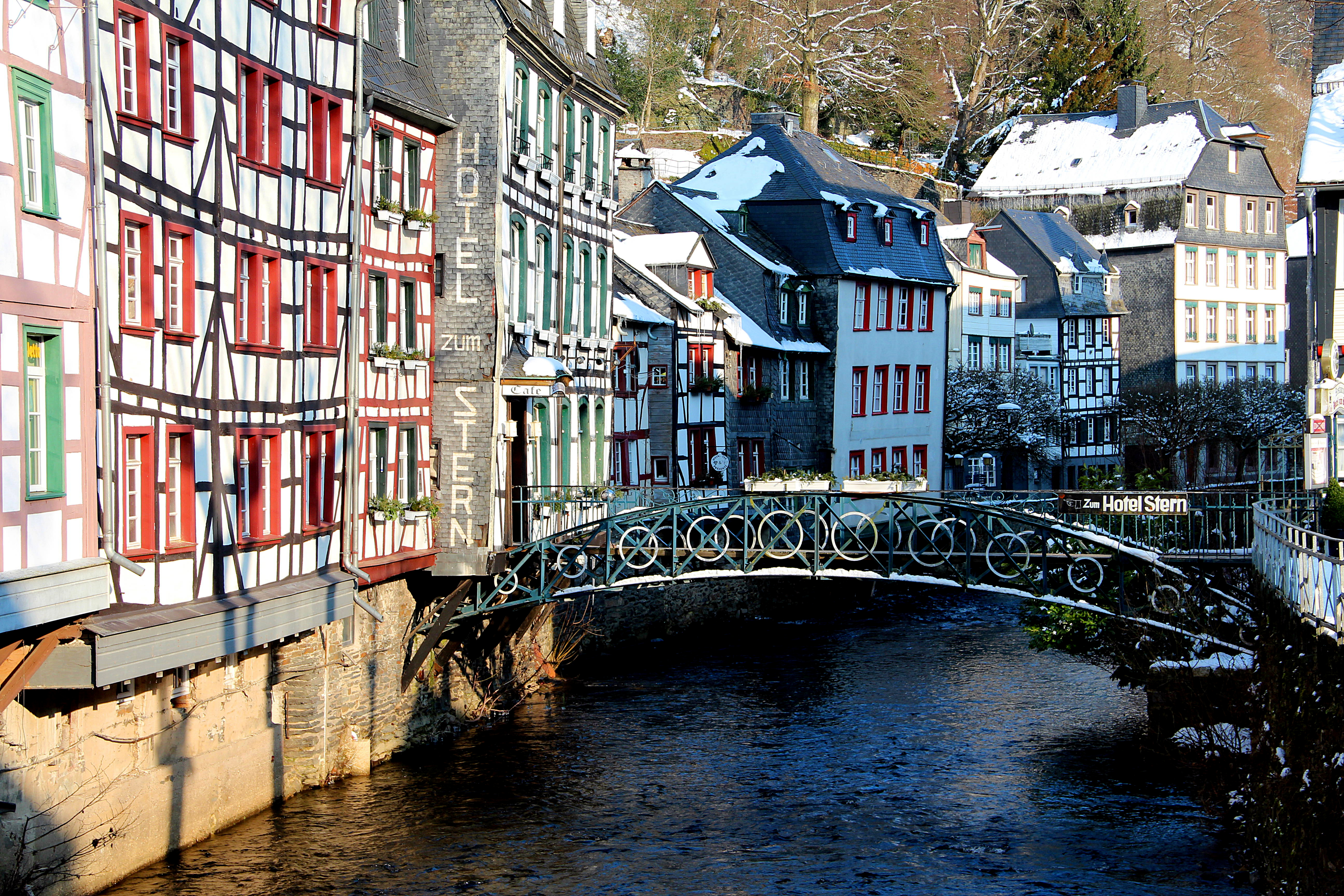
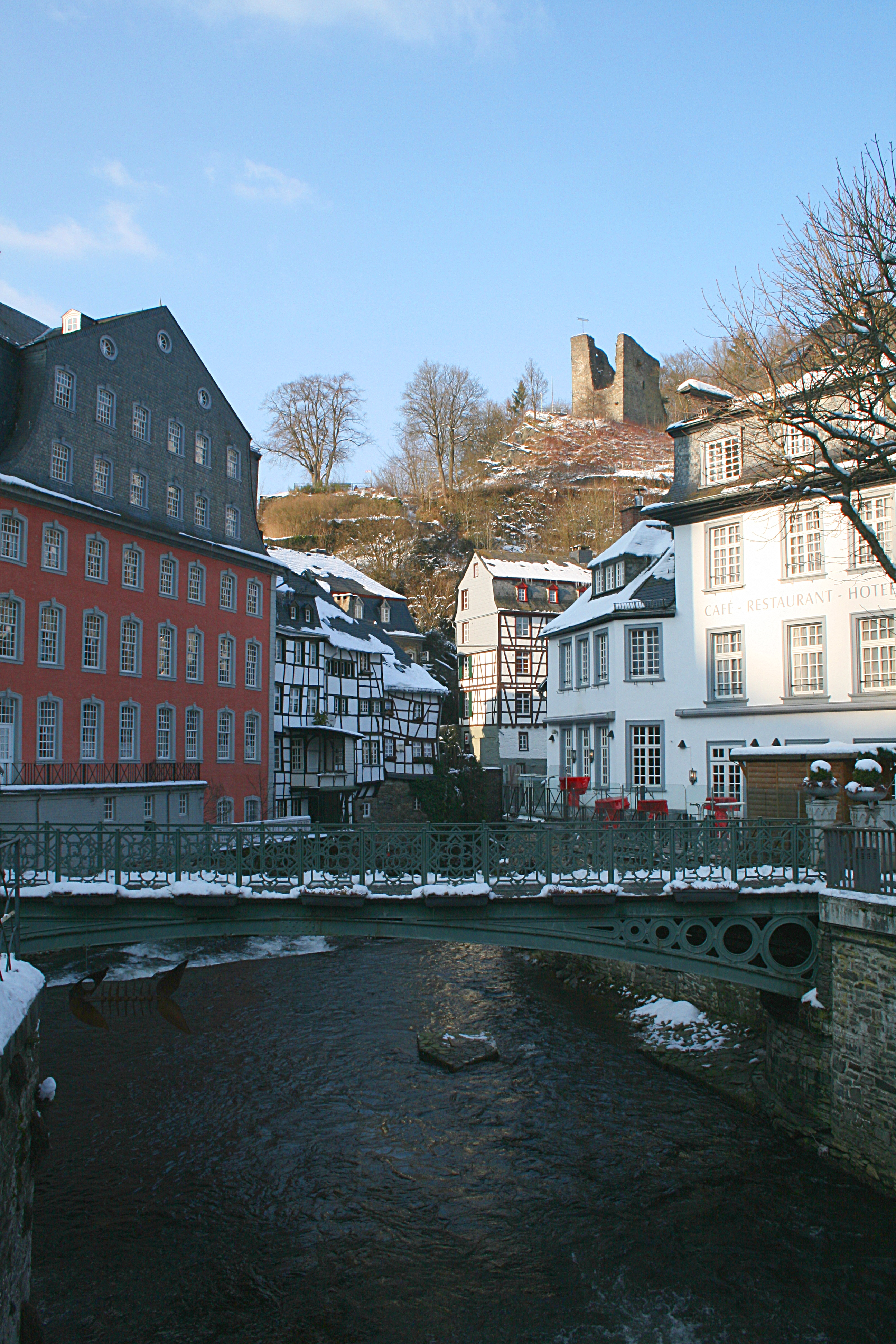
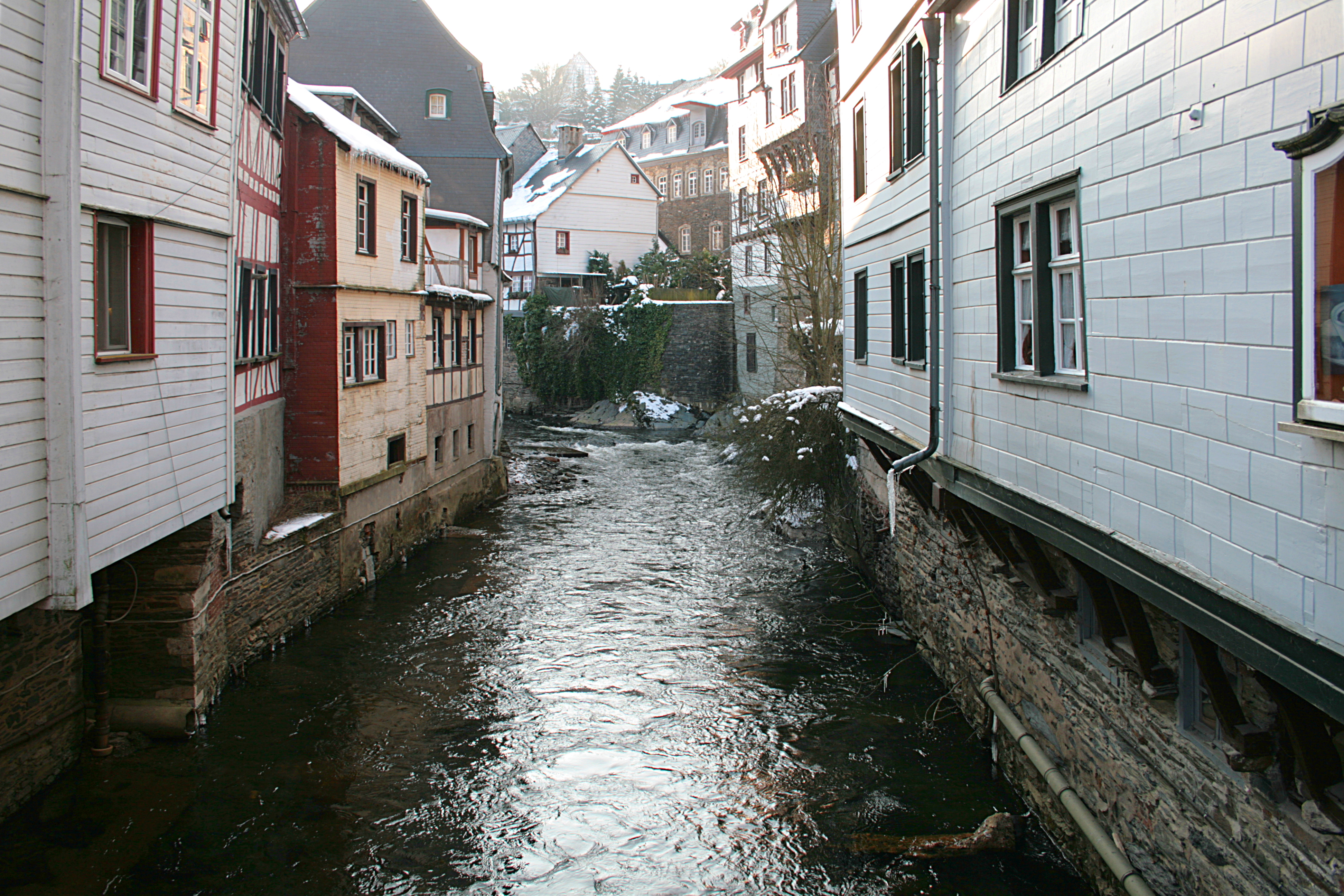